# Nekecej!
Nekecej! (někdy označované jen Nekecej) je původní pořad internetové televize Stream.cz. Vysílat se začal 12. listopadu 2007. Moderátory pořadu jsou po celou dobu jeho trvání Tomáš Novotný a Tomáš Zástěra.

## Podoba pořadu
Během natáčení pořadu jsou jeho moderátory skupině respondentů pokládány otázky a jejich odpovědi na tyto otázky jsou natočeny. Během vysílání se divákům na obrazovce vždy zobrazí otázka, na kterou se tazatelé během natáčení ptali, a po chvíli se objeví též odpověď na tuto otázku. Následně se promítají odpovědi respondentů na danou otázku.

## Rozhlasový pořad
Na Fajn Radiu je každý všední den od 15 do 18 hodin vysílán pořad Nekecej OnAir. Ten navazuje na zmíněný pořad internetové televize Stream.cz a i jeho moderátory jsou Tomášové Novotný a Zástěra. Pořad je vysílán od 1. září 2009.